# چرنوتسی
چرنوتسی (به بلغاری: Chernevtsi) یک منطقهٔ مسکونی در بلغارستان است که در شهرستان گابروو واقع شده‌است.